# Bob Dylan's Greatest Hits Vol. 2
Bob Dylan's Greatest Hits Vol. II —también titulado More Bob Dylan Greatest Hits— es el segundo álbum recopilatorio del músico estadounidense Bob Dylan, publicado por la compañía discográfica Columbia Records en noviembre de 1971. La publicación del recopilatorio fue propuesta por Clive Davis, presidente de CBS Records, debido al semiretiro profesional de Dylan durante casi tres años tras el lanzamiento de New Morning. Dylan accedió a la propuesta, recopiló el álbum y sugirió que incluyese una cara de temas inéditos procedentes de sus archivos. Después de presentar una serie de extractos de The Basement Tapes que Davis encontró insatisfactorios, Dylan regresó a un estudio de grabación en septiembre de 1971 para regrabar varias canciones con el respaldo de Happy Traum.
El recopilatorio finalmente incluyó «Watching the River Flow» —un sencillo publicado en julio—, «When I Paint My Masterpiece» —un descarte de las mismas sesiones cedido a The Band—, «Tomorrow Is a Long Time» —grabada en directo en el Town Hall de Nueva York el 12 de abril de 1963—, y «I Shall Be Released», «You Ain't Goin' Nowhere» y «Down the Flood» —tres canciones de las sesiones de septiembre—.
En 2003, el álbum fue publicado junto a otros dos recopilatorios del músico en Greatest Hits Volumes I–III, una colección con un total de cuatro discos.

## Grabación
El biógrafo Clinton Heylin señaló que «en cierto sentido, 1971 y 1972 pueden ser considerados años perdidos». Sin embargo, a pesar de no publicar un nuevo álbum, Dylan entró varias veces en un estudio de grabación para grabar varias canciones. 
Entre el 16 y el 19 de marzo de 1971, Dylan reservó tres días en los Blue Rock Studios, un estudio pequeño en el Greenwich Village de Nueva York. Según Heylin: «Estas sesiones fueron producidas por Leon Russell. Solo dos canciones originales fueron grabadas —«Watching the River Flow» y «When I Paint My Masterpiece»—, pero ambas se enfrentaron a la misma materia, la escasez continua de inspiración, de una manera refrescante y honesta». «When I Paint My Masterpiece», que fue también grabada por The Band el mismo año y publicada en el álbum Cahoots, apareció finalmente en Bob Dylan's Greatest Hits Vol. II, mientras que «Watching the River Flow» fue lanzada como sencillo en junio de 1971, con «Spanish Is the Loving Tongue» como cara B.
Meses después, Dylan permitió publicar un nuevo recopilatorio, siempre que fuese recopilado por él mismo e incluyese varias composiciones antiguas e inéditas hasta la fecha. Para adaptarse a esta última decisión, Dylan se encargó de organizar una sesión de grabación en los Columbia Recording Studios de Nueva York. El 24 de septiembre de 1971, en el estudio B de la compañía, Dylan grabó cuatro canciones con Happy Traum. Según recordó Traum: «[Dylan] sentía que había varias canciones que había escrito y que se habían convertido en éxitos para otras personas y que él no había interpretado, y quería encajarlas en el disco también. Así que fuimos una tarde y lo hicimos, éramos solo nosotros dos y el ingeniero, y fue muy sencillo... Escogimos tres canciones en el lugar y las mezclamos... En el espacio de una tarde... A veces ni siquiera estaba seguro de que era un toma final hasta que terminábamos y Bob decía: "Muy bien, vamos a mezclarla"».
Durante la sesión, Dylan y Traum grabaron «Crash on the Levee (Down in the Flood)», «You Ain't Going Nowhere» y «I Shall Be Released», incluidas en el recopilatorio, así como «Only a Hobo», una antigua composición de 1963 finalmente descartada e inédita hasta su publicación en The Bootleg Series Vol. 10: Another Self Portrait (1969-1971).

## Diseño de portada
El diseño de Bob Dylan's Greatest Hits Vol. II fue escogido para sacar provecho de la publicidad en torno al Concert for Bangladesh de George Harrison. La fotografía de la portada es una versión recortada de una imagen tomada durante la actuación de Dylan en el concierto por el fotógrafo Barry Feinstein. La foto sin recortar, que aparece en un pliego de dos páginas en el folleto interior de The Concert for Bangladesh, también incluía a Harrison de perfil, a la derecha de Dylan.
La portada del disco es similar a la del volumen anterior, Bob Dylan's Greatest Hits, que utilizó una fotografía de Rowland Scherman tomada en 1965 sobre un fondo azul. 

## Lista de canciones
| Cara A |                                                       |                                     |          |  |
| N.º    | Título                                                | Álbum original                      | Duración |  |
| 1.     | «Watching the River Flow»                             | Sencillo publicado en junio de 1971 | 3:32     |  |
| 2.     | «Don't Think Twice, It's All Right»                   | The Freewheelin' Bob Dylan          | 3:36     |  |
| 3.     | «Lay Lady Lay»                                        | Nashville Skyline                   | 3:14     |  |
| 4.     | «Stuck Inside of Mobile with the Memphis Blues Again» | Blonde on Blonde                    | 7:06     |  |

| Cara B |                                         |                           |          |  |
| N.º    | Título                                  | Álbum original            | Duración |  |
| 1.     | «I'll Be Your Baby Tonight»             | John Wesley Harding       | 2:37     |  |
| 2.     | «All I Really Want to Do»               | Another Side of Bob Dylan | 4:02     |  |
| 3.     | «My Back Pages»                         | Another Side of Bob Dylan | 4:21     |  |
| 4.     | «Maggie's Farm»                         | Bringing It All Back Home | 3:49     |  |
| 5.     | «Tonight I'll Be Staying Here with You» | Nashville Skyline         | 3:21     |  |

| Cara C |                                       |                            |          |  |
| N.º    | Título                                | Álbum original             | Duración |  |
| 1.     | «She Belongs to Me»                   | Bringing It All Back Home  | 2:46     |  |
| 2.     | «All Along the Watchtower»            | John Wesley Harding        | 2:30     |  |
| 3.     | «The Mighty Quinn (Quinn the Eskimo)» | Self Portrait              | 2:43     |  |
| 4.     | «Just Like Tom Thumb's Blues»         | Highway 61 Revisited       | 5:25     |  |
| 5.     | «A Hard Rain's A-Gonna Fall»          | The Freewheelin' Bob Dylan | 6:47     |  |

| Cara D |                                              |                           |          |  |
| N.º    | Título                                       | Álbum original            | Duración |  |
| 1.     | «If Not for You»                             | New Morning               | 2:38     |  |
| 2.     | «It's All Over Now, Baby Blue»               | Bringing It All Back Home | 4:13     |  |
| 3.     | «Tomorrow Is a Long Time» (En directo, 1963) | Previamente nédita        | 3:01     |  |
| 4.     | «When I Paint My Masterpiece»                | Previamente inédita       | 3:22     |  |
| 5.     | «I Shall Be Released»                        | Previamente inédita       | 3:01     |  |
| 6.     | «You Ain't Goin' Nowhere»                    | Previamente inédita       | 2:41     |  |
| 7.     | «Down in the Flood»                          | Previamente inédita       | 2:46     |  |

## Posición en listas
| País           | Lista           | Posición |
| -------------- | --------------- | -------- |
| Estados Unidos | Billboard 200   | 14       |
| Reino Unido    | UK Albums Chart | 12       |

| Sencillo                  | País           | Lista             | Posición |
| ------------------------- | -------------- | ----------------- | -------- |
| «Watching the River Flow» | Estados Unidos | Billboard Hot 100 | 41       |
| «Watching the River Flow» | Reino Unido    | UK Singles Chart  | 24       |